# Błyszcz (Beskid Sądecki)
Błyszcz (945 m), Kotliny – szczyt w grzbiecie głównym Pasma Radziejowej w Beskidzie Sądeckim.

## Topografia
Znajduje się pomiędzy Jaworzynką (936 m) a Przełęczą Złotne (782 m), od której oddzielają go jeszcze dwa niemające nazwy, niewielkie wzniesienia. Od Jaworzynki dzieli go odległość około 70 m, od Przełęczy Złotne około 2,3 km w linii prostej. Jest szczytem zwornikowym; w południowym kierunku, do Dunajca, opada z niego krótki grzbiet z kulminacją Kotliny (na mapie Geoportalu Bleszcz). Po obu stronach tego grzbietu spływają spod Błyszcza do Dunajca potoki: Klincowski i Napiekło, wschodni stok Błyszcza opada do Obidzkiego Potoku.

## Opis szczytu
Opadające do Dunajca stoki są strome i trudno dostępne. Administracyjnie należą do Tylmanowej w województwie małopolskim, w powiecie nowotarskim, w gminie Ochotnica Dolna. Są przeważnie lesiste, jedynie pomiędzy wierzchołkiem Błyszcza a Kotlinami znajduje się zarastająca już polana, a na niej chata z równo ułożonych kamieni. Ta część Błyszcza znajduje się na obszarze Popradzkiego Parku Krajobrazowego, którego granica biegnie w tym miejscu grzbietem Pasma Radziejowej. Natomiast stoki opadające do Doliny Obidzkiego Potoku są w dużym stopniu bezleśne, zajęte przez pola uprawne i łąki osiedla Wyrostki należącego do Obidzy w województwie małopolskim, w powiecie nowosądeckim, w gminie Łącko. Również sam wierzchołek Błyszcza jest bezleśny. Wycięto na nim niewielką polanę, na której wybudowano Ołtarz Papieski.
Szlak turystyczny nie prowadzi przez szczyt Błyszcza, lecz jego otwartym, trawiastym stokiem wschodnim. Można ze szlaku wejść na szczyt Błyszcza; kierunek wskazuje tabliczka z napisem: Kaplica Papieska 200 m.

## Ołtarz Papieski
Na Błyszczu stale odbywały się spotkania i msze święte grup oazowych. K. Strauchmann w swojej książce „Tajemnice skalnej ziemi” tak pisze: „16 sierpnia 1972 roku na takie wieczorne spotkanie na szczycie przyszedł ks. kardynał Karol Wojtyła. Zaczyna mszę, a tymczasem z doliny Dunajca wyłazi gradowa chmura. Wśród siedmiuset ludzi znalazły się dwa parasole, które posłużyły do osłonięcia kamiennego ołtarza przed nawałnicą”. W 2000 roku dwaj mieszkańcy Tylmanowej ufundowali w tym miejscu ołtarz, a w 2001 popiersie papieża Jana Pawła II, który zanim został papieżem wędrował tędy przez góry ze Starego Sącza do Krościenka. Przy ołtarzu celebrowane są czasami msze święte. Dla potrzeb uczestników tych mszy zamontowano ławki.

## Szlak turystyki pieszej
żółty: Łącko – przeprawa promowa przez Dunajec – Cebulówka – Okrąglica Północna – Jaworzynka – przełęcz Złotne – Dzwonkówka. Czas przejścia 4.45 h, ↓ 3.45 h

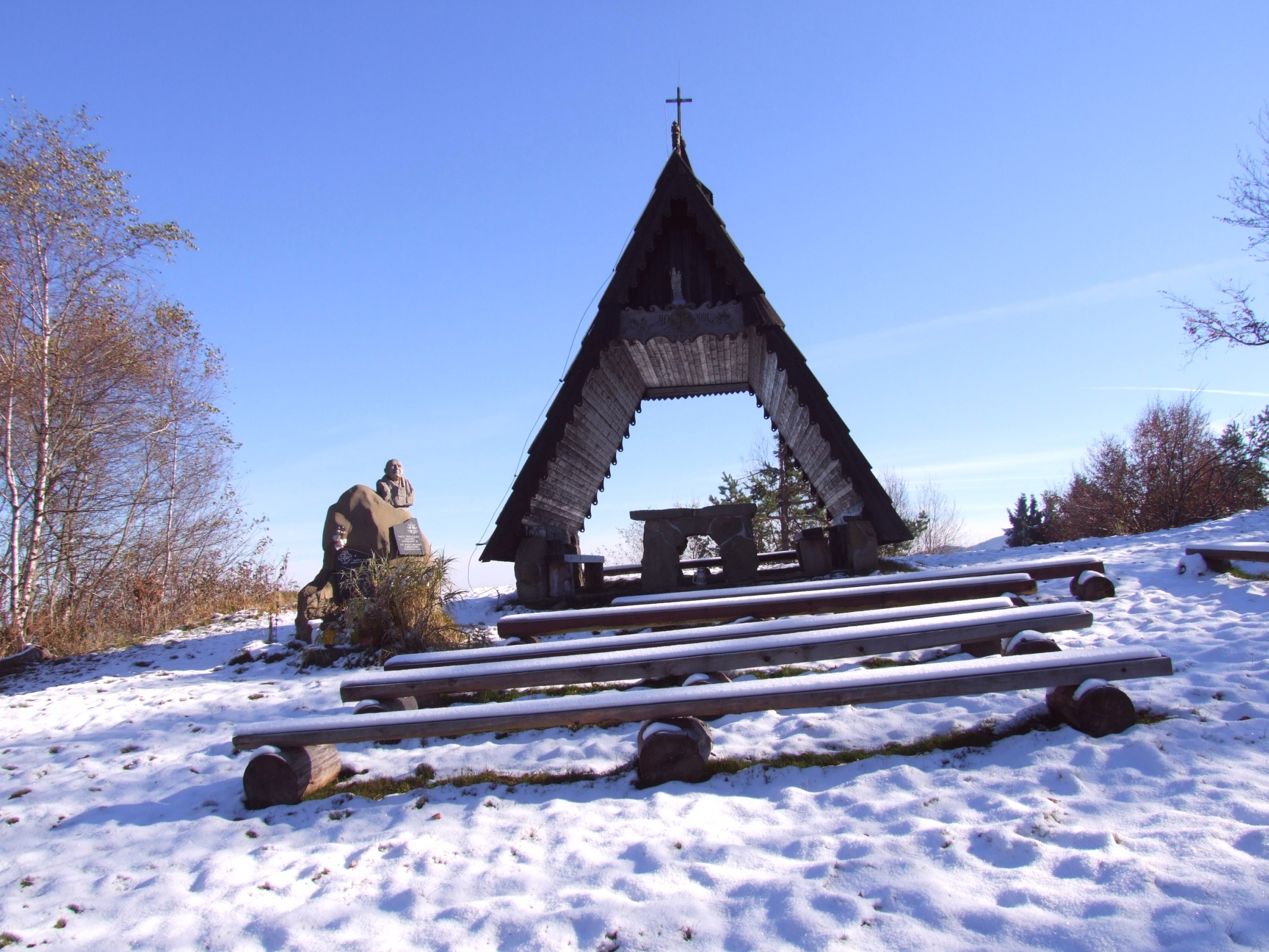
Ołtarz papieski na Błyszczu
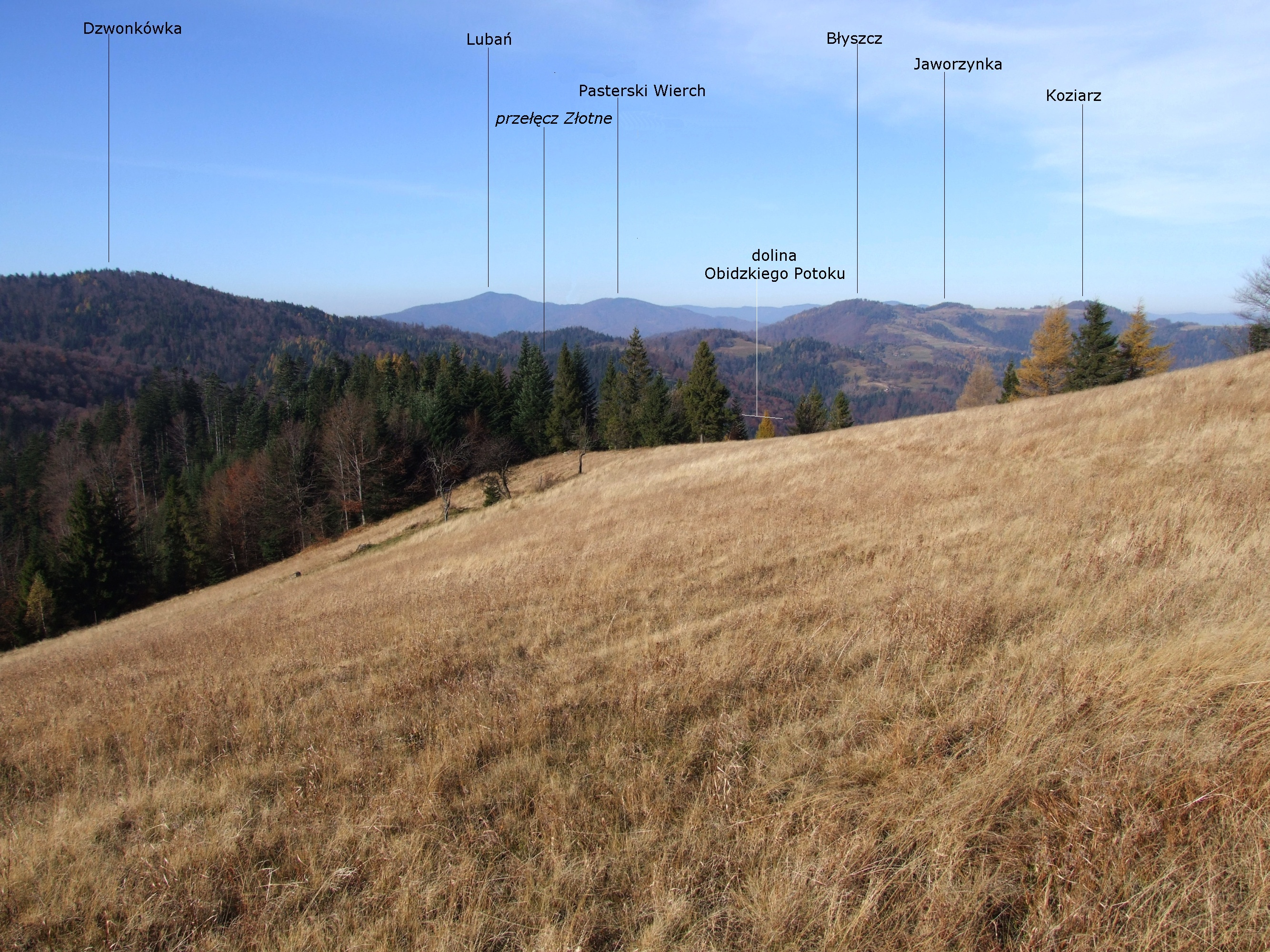
Widok z Rokity
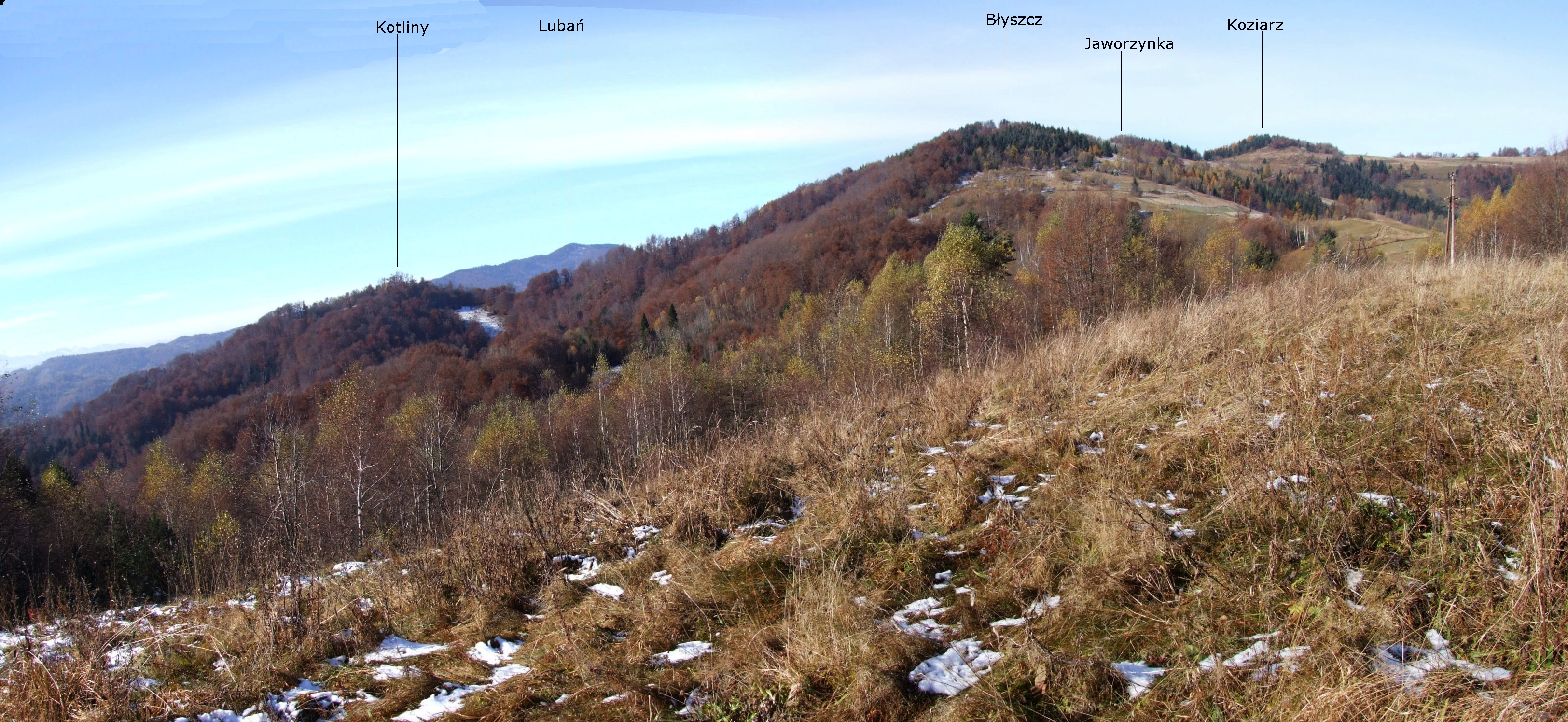
Widok na Błyszcz z Dzwonkówki
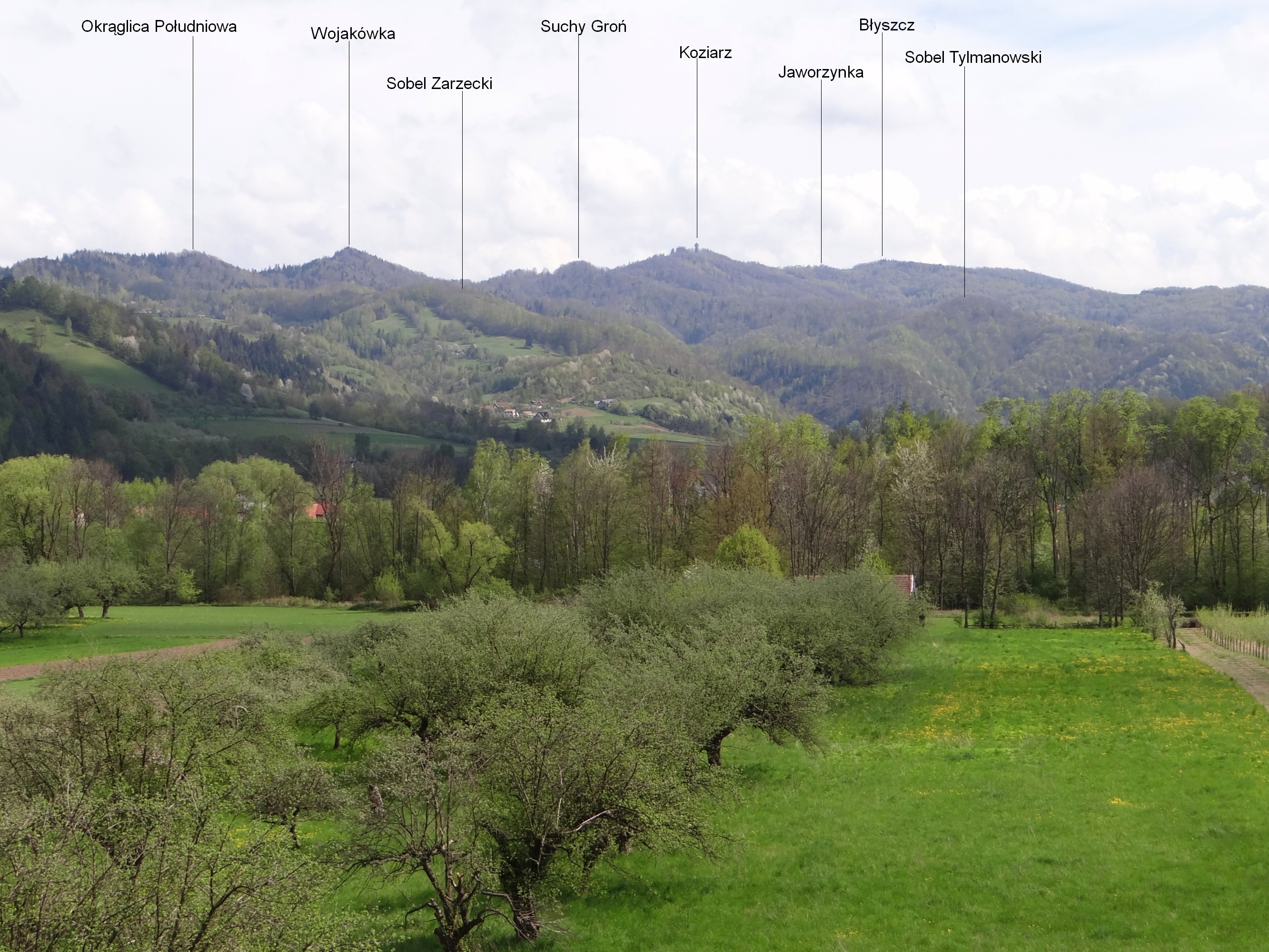
Widok z zachodniej strony